# لساحلة (المحفد)

تعديل مصدري - تعديل

لساحلة هي إحدى قرى عزلة المحفد بمديرية المحفد التابعة لمحافظة أبين، بلغ تعداد سكانها 139 نسمة حسب تعداد اليمن لعام 2004.